# Alexis Chalbos
Alexis François Chalbos (Cubières, 6 marzo 1736 – Magonza, 17 marzo 1803) è stato un generale francese.
Nel 1751, entra come soldato semplice nel reggimento di fanteria della Normandia. Nel giugno 1789, è promosso capitano, quindi generale di divisione nel 1793.
Serve soprattutto in Vandea durante le Guerre di Vandea dove succede al generale Jean Léchelle come il comandante in capo dell'armata dell'Ovest, ma per poco tempo.
Finisce la sua carriera come il comandante del forte di Magonza.